# Hromové sedlo
Hromové sedlo (asi 1590 m n. m.) je sedlo v Malé Fatře na Slovensku. Nachází se v hlavním hřebeni kriváňské části pohoří mezi vrcholy Hromové (1636 m) na severovýchodě a Chleb (1647 m) na jihozápadě. Jedná se o úzké travnaté sedlo spojující Starou dolinu (větev Vrátne doliny) na severozápadě a Dolinu Úplazného potoka (větev Šútovské doliny) na jihovýchodě. Sedlo je označeno tabulkou s názvem sedla.

## Přístup
- po červené  značce ze Sedla za Hromovým přes Hromové
- po červené  značce ze Snilovského sedla přes Chleb